# Vox Luminis
Vox Luminis (с лат. — «Глас света») — ансамбль старинной музыки, включающий камерный хор и камерный оркестр на «исторических» инструментах (так называемый барочный оркестр). Художественный руководитель — Лионель Мёнье (Lionel Meunier). Основан в 2004 году, с 2009 штаб-квартира коллектива находилась в Намюре, в 2022 — в Брюсселе. Основа репертуара — хоровая музыка эпохи барокко.

## Краткая характеристика
Vox Luminis основан как вокальный ансамбль старинной музыки в 2004 году, по инициативе французского певца (бас) и флейтиста Лионеля Мёнье. Первое выступление коллектива состоялось в музыкальной академии IMEP (Institut Supérieur de Musique et de Pédagogie) в Намюре. В 2014 году к вокальному составу добавились исполнители на «исторических» инструментах, в большинстве своём — выпускники Гаагской консерватории. Оркестр играет без дирижёра, функции концертмейстера выполняет первая скрипка, финн Туомо Суни. С 2009 года штаб-квартира Vox Luminis находилась в Намюре, в 2022 году — в Брюсселе.
Коллектив участвовал во многих международных фестивалях в Европе, включая Фестиваль в Амброне, Oude Muziek в Утрехте, Фестиваль Фландрии, Musikfest (в Бремене), гастролировал в разных странах Европы (в том числе в 2019 в России) и в США (Нью-Йорк). Концерты проходили в том числе в Вигмор-холле в Лондоне, Версальском дворце в Париже, Берлинской филармонии, транслировались на французском телевизионном канале Mezzo.
Основу репертуара составляет барочная хоровая музыка Германии, Англии, Италии, Франции, реже исполняется музыка эпохи Ренессанса. В 2007 году опубликован первый коммерческий CD ансамбля. В 2012 году запись «Musikalische Exequien» Г. Шютца удостоена премий Gramophone Award of the Year и Diapason d’Or, других наград. В 2018 году альбом «Ein feste Burg ist unser Gott» (подборка лютеранских хоралов) заслужил премию BBC Music Magazine Award. В 2019 году ансамбль удостоился премии журнала «Gramophone» (в номинации «Хор») за альбом с музыкой Д. Букстехуде.

## Избранная дискография
Аудиозаписи Vox Luminis выходили на коммерческих лейблах Ricercar, Alpha Classics и др.
- 2007: Д. Скарлатти Stabat mater
- 2010: С. Шейдт. Sacrae Cantiones
- 2010: Reformatie en contrareformatie
- 2011: Г. Шютц. Musicalische Exequien
- 2012: Р. Кайзер. Brockes Passion (с барочным оркестром Les Muffatti)
- 2015: Мотеты семьи Бахов
- 2015: О. Лассо. Biographie musicale Vol.5
- 2016: И. Й. Фукс. Реквием; И. К. Керль. Реквием
- 2016: И. С. Бах. Кантаты BWV 106, BWV 150, BWV 131, BWV 12
- 2017: Ein feste Burg ist unser Gott: Лютер и музыка Реформации
- 2017: И. С. Бах. Магнификат; Г. Ф. Гендель. Dixit Dominus
- 2018: Д. Букстехуде. Abendmusiken
- 2018: Г. Пёрселл. Король Артур
- 2019: Кантаты семьи Бахов
- 2020: М.-А. Шарпантье. Орфей в преисподней
- 2020: A Renaissance collection
- 2020: А. Хаммершмидт. Ach Jesus stirbt
- 2021: Г. И. Ф. фон Бибер. Реквием (с Фрайбургским барочным оркестром)